# 明日になったら…
「明日になったら…」（あしたになったら）は、ドンキー（山寺宏一）&ディディー（林原めぐみ）のシングル。2000年3月18日に日本コロムビアから発売された（CODC-1849）。

## 概要
- 1999年10月1日よりテレビ東京系列にて放送されたテレビアニメ『ドンキーコング』の主題歌を収録したシングル[2]。放送開始から約5ヶ月のブランクを空けての発売となった。
- 2005年3月17日にニンテンドー ゲームキューブ用として発売されたゲーム『ドンキーコンガ3 食べ放題! 春もぎたて50曲♪』に2曲とも収録されている[3]。ただし、歌手は別人となっている。
- 「明日になったら…」には、作詞・作曲・編曲を担当したBANANA ICEがコーラスとして参加している。なお、BANANA ICEはアニメではファンキーコングの声を担当している。

## 収録曲
1. 明日になったら… [4:34]
作詞・作曲・編曲：BANANA ICE
  - テレビ東京系テレビアニメ『ドンキーコング』オープニングテーマ[4]
2. バナナ天国 [2:56]
作詞：白峰美津子、作曲・編曲：小倉良
  - テレビ東京系テレビアニメ『ドンキーコング』エンディングテーマ[5]
3. 明日になったら… [オリジナル・カラオケ] [4:33]
4. バナナ天国 [オリジナル・カラオケ] [2:55]

## 収録アルバム
| 曲名            | 収録アルバム                                                 | 発売日        | 規格品番        |
| --------------- | ------------------------------------------------------------ | ------------- | --------------- |
| 明日になったら… | 『コロちゃんパック ドンキーコング』                          | 2000年4月21日 | COTZ-3145       |
| 明日になったら… | 『テレビアニメ ヒットパレード』                              | 2000年5月20日 | COCX-30936      |
| 明日になったら… | 『テレビアニメ ヒットパレード 男の子向き』                   | 2000年5月20日 | COCX-30937      |
| 明日になったら… | 『最新テレビまんが テーマソングファイル 〜SFヒーロー編〜』   | 2000年8月19日 | COCX-31066〜7   |
| 明日になったら… | 『最新テレビまんが テーマソングファイル 〜ファンタジー編〜』 | 2000年8月19日 | COCX-31068〜9   |
| 明日になったら… | 『2008 うんどう会 6 らっしょい わっしょい! 江戸の華』        | 2008年3月5日  | COCE-34760      |
| 明日になったら… | 『DUO』                                                      | 2016年2月3日  | KICS-3346〜3348 |
| バナナ天国      | 『コロちゃんパック ドンキーコング』                          | 2000年4月21日 | COTZ-3145       |
| バナナ天国      | 『テレビアニメ ヒットパレード 男の子向き』                   | 2000年5月20日 | COCX-30937      |
| バナナ天国      | 『2000年 学芸会・おゆうぎ会用CD4 -パラパラKIDS- バナナ天国』 | 2000年7月29日 | COCE-31000      |
| バナナ天国      | 『最新テレビまんが テーマソングファイル 〜SFヒーロー編〜』   | 2000年8月19日 | COCX-31066〜7   |
| バナナ天国      | 『最新テレビまんが テーマソングファイル 〜ファンタジー編〜』 | 2000年8月19日 | COCX-31068〜9   |
| バナナ天国      | 『2006年 うんどう会 1 新ピーターパンたいそう』               | 2006年3月22日 | COCE-33604      |
| バナナ天国      | 『DUO』                                                      | 2016年2月3日  | KICS-3346〜3348 |